# Turnul Mariei din Mediaș
Turnul Mariei este un monument istoric care se află în Mediaș, județul Sibiu, înscris în lista monumentelor istorice cu codul cod LMI SB-II-m-A-12424.07.
Turnul este amplasat în prima incintă din jurul bisericii Sf. Margareta, la sud-est de altarul principal și în apropierea actualei case parohiale. Turnul datează de la mijlocul secolului al XV-lea. Datarea lui este asigurată de frescele din interiorul nivelului unu, deasupra parterului (în jurul anului 1460-1470). Ele fac parte dintr-o capelă alăturată. Este posibil ca ea să fi fost suprapusă peste un osuar, care a adunat oasele celor înhumați în jurul bisericii. Nu este sigură ipoteza că ar fi servit unor sași rămași catolici și după adoptarea lutheranismului la Mediaș, la mijlocul secolului al XVI-lea. Pe turn s-a intervenit încă în secolul al XVI-lea, când a primit coronamentului cu merloane în retragere și acoperișul în pupitru.

## Picturile murale din capela turnului
Pereții și boltile capelei sunt decorați cu o frescă care imită elemente arhitectonice specifice stilului gotic târziu. Pe bolta capelei sunt reprezente simbolurile celor patru evangheliști (leul, îngerul, vulturul si boul). Peretele răsăritean este compartimentat în trei părți distincte. În centru este reprezentată Sfânta Treime, iar în lateral sunt reprezentați Sf. Ioan Botezătorul și Fecioara Maria. Pe pereții laterali se află imaginile Sfinților Apostoli fiecare ținând în mâini filactere cu versuri din Crezul Apostolic. Sub reprezentarea de pe peretele răsăritean se păstrează o inscripție cu cifre gotice conținând anul 1467. După Reforma protestantă, capela a fost utilizată ca și magazie -frescele deteriorându-se treptat. Aceste picturi au fost restaurate în urma unor lucrări ample în anul 2005. 
Pe peretele exterior al turnului Mariei se păstrează o frescă cu scena Răstignirii Domnului, în cadrul căreia este reprezentat și un donator. Scena pare să dateze de la începutul secolului al XVI-lea.